# Maffrécourt
Maffrécourt  là một xã thuộc tỉnh Marne trong vùng Grand Est đông nam nước Pháp. Xã này nằm ở khu vực có độ cao trung bình 162 mét trên mực nước biển.
Tại đây có "Le Manoir de Maffrecourt" xây năm 1830 và có tầm quan trọng lịch sử.